# Salvator-Kirche (Berlin-Lichtenrade)

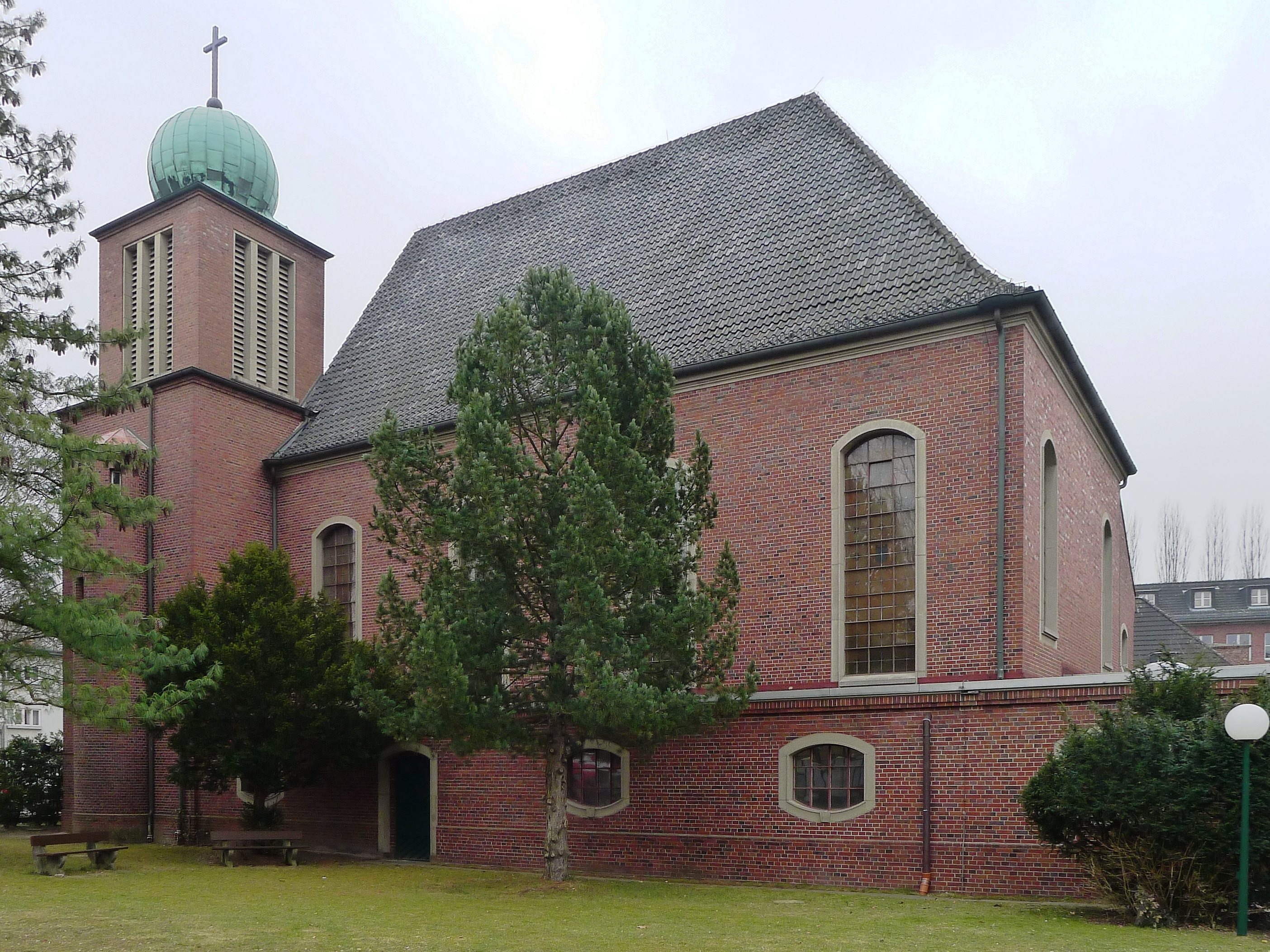
Salvatorkirche

Die katholische Salvatorkirche, das Pfarrhaus und das ehemalige Christophorus-Kinderkrankenhaus stehen an der Briesingstraße 6 Ecke Pfarrer-Lütkehaus-Platz 1 im Berliner Ortsteil Lichtenrade des Bezirks Tempelhof-Schöneberg. Das denkmalgeschützte Bauensemble wurde 1930–1933 von Josef Bischof nach einem Entwurf von Bernhard Hertel aus dem Jahr 1920 errichtet und 1954–1956 unter der Leitung von Heinrich Kosina umgebaut. Im Architekturstil wirkt die Neue Sachlichkeit nach, hinzu kommen Reminiszenzen an den süddeutschen Barock.

## Geschichte
Die Anfänge der katholischen Kirchengemeinde in Lichtenrade nach der Reformation begannen 1912. Als Gottesdienststätte diente eine Kapelle im Haus Bahnhofstraße 8. Der Pfarrer der Gemeinde von St. Elisabeth in Schöneberg plante in der Nähe ein Kinderkrankenhaus einzurichten, das zunächst nach Salvator und später nach dem Heiligen Christophorus benannt wurde. Zu diesem sollte eine katholische Kirche mit Pfarrhaus hinzukommen. Bernhard Hertel legte zwar 1920 die Bauplanung für die Kirche vor, weil die finanziellen Mittel aber fehlten, wurde 1924–1925 nur eine Notkirche errichtet, die 1933 zu einem Ärztehaus umgebaut wurde. Nach dem Tod Bernhard Hertels übernahm Josef Bischof das Projekt. Das Kinderkrankenhaus wurde 1930–1933 erbaut. Die Grundsteinlegung der Kirche war am 1. August 1932. Von ihr konnten aus finanziellen Gründen nur der Chor und die beiden anschließenden Joche fertiggestellt werden. Die zukünftige Pfarrkirche wurde deshalb am 5. Februar 1933 nicht konsekriert, sondern nur benediziert. Die Filialkirche von St. Elisabeth erhielt den Namen Salvator. Die kleine Gemeinde wurde am 31. März 1937 zunächst Kuratie und am 1. Oktober 1940 eigenständige Pfarrei. Die fehlenden Gebäudetrakte fügte Heinrich Kosina erst 1955–1956 hinzu.
Am 1. April 1966 wurde eine Tochtergemeinde von Salvator gegründet, für sie wurde 1975–1977 die Kirche Zu den heiligen Märtyrern von Afrika gebaut. Mit Wirkung vom 1. März 2004 wurde die Gemeinde Zu den heiligen Martyrern von Afrika mit Salvator fusioniert, sodass es in Lichtenrade wieder nur die Katholische Kirchengemeinde Salvator gibt.
Seit dem 1. Januar 2022 bilden die vier ehemaligen Pfarrgemeinden mit ihren Kirchen Herz-Jesu und Judas-Thaddäus in Tempelhof, Maria Frieden in Mariendorf, Salvator in Lichtenrade und St. Theresia vom Kinde Jesu in Buckow eine Großpfarrei, die unter dem Patronat des heiligen Papstes Johannes XXIII. steht. Die Pfarrei heißt Katholische Kirchengemeinde Pfarrei Hl. Johannes XXIII. Tempelhof-Buckow. Leitender Pfarrer ist Arduino Marra.

## Baubeschreibung
Josef Bischof gestaltete das Bauensemble in Anlehnung an die Heimatschutzarchitektur. Die Mauerwerksbauten sind einheitlich mit roten Klinkern verblendet. Die Hallenkirche ist zweischiffig. Das vierjochige Mittelschiff ist mit einem 5⁄8-Chor abgeschlossen. Daran ist seitlich der Turm auf quadratischem Grundriss angesetzt, von dem entlang der Wand des Mittelschiffs an der Nordseite ein niedriger Gang verläuft. Das flach tonnengewölbte Mittelschiff öffnet sich an der Südseite hinter einer Arkade zu einem fensterlosen gewölbten Seitenschiff, darüber liegt die Empore, die für die Patienten des Krankenhauses gedacht war. Die Pfeiler der Arkade sind mit Pilastern, barocken Kapitellen und Gesimsen verziert, ebenso die des Triumphbogens.
Die grisaillefarbenen Fenster sind mit hellen Einfassungen aus Sandstein umrahmt, ein Kontrast zu den tiefroten Klinkern der Wandflächen, charakteristisch für westfälische Barockkirchen. In den Wänden des Kirchenschiffs sind sie segmentbogig, in vier Seiten des Chores dagegen länglich, oben und unten halbrund. Darüber befindet sich jeweils ein kreisrundes Fenster. Das Langhaus ist mit einem Walmdach bedeckt, das Seitenschiff mit einem Pultdach. 1946 wird der Seiteneingang geschlossen und ein Portal an der Giebelseite des Kirchenschiffes gebaut. 1955 wurde mit der Erweiterung der Kirche begonnen, nach der Fertigstellung wurde sie am 19. März 1956 konsekriert.

## Geläut
Im Jahr 1946 wurde der Glockenturm ausgebaut. Er hat die Form eines Zwiebelturms. Sein so gut wie fensterloser Turmschaft hat eine eingezogene Glockenstube, in der ein Geläut aus drei Bronzeglocken hängt:
| Gussjahr | Gießer                  | Schlagton | Gewicht (kg) | Durchmesser (cm) | Höhe (cm) | Inschrift in der Schulter | Inschrift im Schlagring                                                                                       |
| -------- | ----------------------- | --------- | ------------ | ---------------- | --------- | ------------------------- | --- |
| 1937     | Petit & Gebr. Edelbrock | fis'      | 720          | 106              | 90        | MARIA                     | |
| 1952     | Petit & Gebr. Edelbrock | h'        | 404          | 088              | 75        | HL. WILHELM               | GOTT HAB DANK. IM KRIEGSBEDRANG WARD BESCHÜTZT KIRCHE UND HAUS. ICH RUFE ÜBER STADT UND LAND. – FÜR DIE GNAD. |
| 1952     | Petit & Gebr. Edelbrock | a'        | 267          | 077              | 70        | HL. HEDWIG                | BITTE FÜR UNS HINIEDEN UM GOTTES GNAD, LASS MICH BALD RUFEN FRIEDEN – FRIEDEN. VOLK UND LAND SIND IN NOT.     |

## Ausstattung
Die Erstausstattung ist überwiegend erhalten. Das Innere ist dem süddeutschen Barock nachempfunden, so der Hochaltar mit seinen hohen Säulen. Das Altarretabel des Salvator Mundi im nazarenisch beeinflussten Kunststil stammt von Gebhard Fugel. Die barocken Gemälde links und rechts des Altarraums stellen die Heilige Hedwig und den Heiligen Antonius dar und stammen aus dem 17. Jahrhundert. Das Taufbecken stammt aus der Mitte des 18. Jahrhunderts. Das ursprünglich vorhandene Harmonium wurde 1948 durch das Hauptwerk einer Orgel abgelöst. 1963 erhielt Salvator eine Orgel von der Orgelbau Romanus Seifert & Sohn.